# Musica reservata
Der Begriff der Musica reservata (von lateinisch reservare, „vorbehalten“) findet Verwendung im umgangssprachlichen Gebrauch der Renaissance und bezeichnet die Kennern und Liebhabern „vorbehaltene“ Musik des späten 16. und angehenden 17. Jahrhunderts. Die Bezeichnung Musica reservata kann nicht als Terminus im strengsten Sinne eines heute gebräuchlichen Lehrbuches gelten, da keine Quelle eine förmliche Definition gibt. Anstatt eines musica reservata est ... sind lediglich verschiedene Wendungen wie musicam illam, quam vulgo reservatam iactitant oder ut fiat, quam vocant musicam reservatam bekannt.
Als Definition kann aus allen Aussagen entnommen werden, dass es sich bei der „Musica reservata“ um die Beschreibung einer „ungewöhnlichen“ Musik handelt. So ist dieser Musik zu eigen, dass sie zunächst für einen engen Kreis von Liebhabern und Kennern, meist Adelige und reiche Bürger, in kammermusikalischer Vokalmusik aufgeführt wurde. Chromatik und Enharmonik finden hier im Rahmen der niederländisch-italienischen Schule zur ersten Blüte. Einen hohen Stellenwert hat die gründliche Textausdeutung. Verwendung finden Texte unterschiedlicher Herkunft, geistlicher, weltlicher, frivoler, komischer und ländlicher Art, häufig Texte der Auftraggeber oder Komponisten selbst, meist Texte populärer Dichter und Gelehrter wie Giovanni Boccaccio, Pietro Bembo und Michelangelo. Die sichere Zugehörigkeit einzelner Werke in den Umstand der „Musica reservata“ lässt sich nur schwer nachvollziehen, da es sich bei der „Musica reservata“ weniger um eine Stilbezeichnung oder eine Schule handelt, als vielmehr um die Bedingungen der Entstehung und Aufführung einer musikalischen Arbeit und um deren Umfeld. 
Zweifellos war die „Musica reservata“ jedoch erheblich stilbildend und maßgeblich für die Entwicklung der Musik der Renaissance und des Frühbarock. Als wichtige Komponisten sind Orlando di Lasso, Jakob Arcadelt, Adriano Banchieri und Carlo Gesualdo zu nennen.
Nach dem Begriff der Musica reservata benannte sich ein Londoner Musikensemble als „Musica Reservata“.